# Rocket Dive
"Rocket Dive" é o oitavo single do músico japonês hide, o primeiro sob o nome artístico hide with Spread Beaver, lançado em 28 de janeiro de 1998. Alcançou a quarta posição na Oricon e foi o 33.º single mais vendido do ano. Foi certificado Platina pela RIAJ em maio de 1998. O nome e a introdução da canção são uma homenagem a "Rocket Ride" do Kiss. O videoclipe foi dirigido por Shūichi Tan, que também dirigiu o videoclipe do próximo single de hide, "Pink Spider".
Em 2 de maio de 2007, o single foi relançado com uma capa ligeiramente diferente. Em 8 de dezembro de 2010, foi relançado novamente como parte do projeto "The Devolution Project", onde foram lançado os onze singles originais de hide em vinil de disco de imagem.
"Rocket Dive" é música tema de abertura do anime AWOL -Absent Without Leave-, de 1998.

## Recepção
O single alcançou a quarta posição nas paradas da Oricon Singles Chart. Até o final de 1998, vendeu 690.220 cópias, tornando-se o 33.º single mais vendido do ano.

## Faixas
Todas as faixas escritas e compostas por hide. 
| N.º | Título                            | Duração |  |
| 1.  | "Rocket Dive"                     | 3:41    |  |
| 2.  | "Rocket Dive (Voiceless Version)" | 3:42    |  |
| 3.  | "Doubt (Mixed LEMONed Jelly Mix)" | 3:59    |  |

## Créditos
Créditos retirados do encarte de Ja, Zoo.
- hide - vocais, guitarra, baixo
- Joe - bateria
- Eric Westfall - engenheiro de mixagem, engenheiro de gravação (no Victor Studio)
- Ritsuko Baba - engenheiro assistente (Victor Studio)
- Yasushi Konishi - engenheiro de gravação (no Studio Somewhere)
- Kazuhiko Inada - engenheiro de gravação

## Versões cover
A canção foi reproduzida por Tomoyasu Hotei do Boøwy no álbum de tributo Hide Tribute Spirits, de 1999.
Tetsuya Komuro, com o nome de DJ TK, remixou a música de seu álbum Cream of J-Pop ~Utaitsuguuta~ de 2007.
Também foi reproduzida pelo Megamasso na compilação Crush! 2 -90's V-Rock Best Hit Cover Songs-, lançado em 23 de novembro de 2011 e apresenta bandas visual kei atuais fazendo covers de canções de bandas que foram importantes para o movimento visual kei dos anos 90. Foi gravada por And para a compilação Counteraction - V-Rock covered Visual Anime songs Compilation-, lançado em 23 de maio de 2012 trazendo covers de músicas de bandas visual kei usadas em anime.
Defspiral fez um cover para seu maxi-single de 2011 "Reply -Tribute to hide-", que também incluiu covers da banda de três outras canções do hide. hide contratou a banda anterior dos membros, Transtic Nerve, para seu selo Lemoned pouco antes de sua morte em 1998.
"Rocket Dive" também foi gravada por R-Shitei para o álbum tributo Tribute II -Visual Spirits-, lançado em 3 de julho de 2013. Amiaya e Kishidan gravaram versões para Tribute VI -Female Spirits- e Tribute VII -Rock Spirits-, respectivamente. Ambos foram lançados em 18 de dezembro de 2013.
Luna Sea fez um cover de "Rocket Dive" no segundo dia de seu festival, Lunatic Fest, em 28 de junho de 2015.
Durante uma turnê japonesa do grupo de k-pop EXO, Chanyeol cantou a música ao vivo enquanto vestia um cosplay de hide.
Também foi tocada por Dragon Ash para o álbum Tribute Impulse de 6 de junho de 2018.